# День армии (Армения)
«День армии» (арм. Բանակի օր)— профессиональный праздник всех военнослужащих армянских вооружённых сил, который отмечается в Республике Армения ежегодно, 28 января. Нерабочий день в Республике Армения и в Республике Арцах.

## История
«День Армии» появился в календаре официальных праздников Армянской Республики сравнительно недавно, в 2001 году, после того, как 6 января 2001 года, в столице государства городе Ереване, второй президент Армении Роберт Седракович Кочарян подписал Закон «О праздниках и памятных днях Республики Армения». Статья 2 этого закона гласила: «День Армии — отмечается 28 января». 20 ноября 2002 года, в Армении было принято дополнение к закону, в котором, в частности, говорилось: "Статью 2 Закона Республики Армения «О праздниках и памятных днях Республики Армения» (6 августа 2001 года, ЗР-200) после слов «28 января» дополнить словами «нерабочий день».
Глава государства выбрал дату празднования «Дня Армии Армении» не случайно. Именно в этот день, в 1992 году, принятием постановления «Об обороне Республики Армения» было де-юре провозглашено создание армянской армии.
Ранее, во времена СССР, начиная 1922 года, военнослужащие Армянской Советской Социалистической Республики, 23 февраля, вместе со всем Советским Союзом, отмечали «День Красной Армии», а с 1949 года «День Советской Армии и Военно-Морского флота». Так продолжалось вплоть до распада Союза Советских Социалистических Республик и обретения Армянской ССР независимости.
В 2009 году, президент Армении Серж Саргсян поздравляя военнослужащих с «Днём национальной армии» произнёс следующие слова:

«… когда наша независимость находилась под сомнением, создание армии являлось безотлагательной прерогативой. Армянская армия сформировалась и прошла закалку в условиях войны, с первых же дней проявив себя с лучшей стороны… Благодаря всему этому мы смогли победить в неравном противостоянии и подтвердить право жить независимо… Наша задача — иметь современную, боеспособную и прогрессирующую, сильную армию, базирующуюся на передовом опыте и победоносных традициях армянских военных… Мы помним обо всех тех, кто снискал признательность, наших соратниках и боевых товарищах, которые ничего не пожалели ради сегодняшней и завтрашней Армении. Мы, несомненно, склоняемся перед памятью каждого солдата и офицера, кто отдал свою жизнь во имя Родины.»

Уже традиционно, в «День Армии», руководство страны и высшие чины ВС Армении поздравляют своих подчинённых с этим профессиональным праздником, а наиболее отличившиеся сотрудники награждаются государственными наградами, внеочередными воинскими званиями, памятными подарками, правительственными грамотами и благодарностями командования.